# Colégio La Salle Carmo

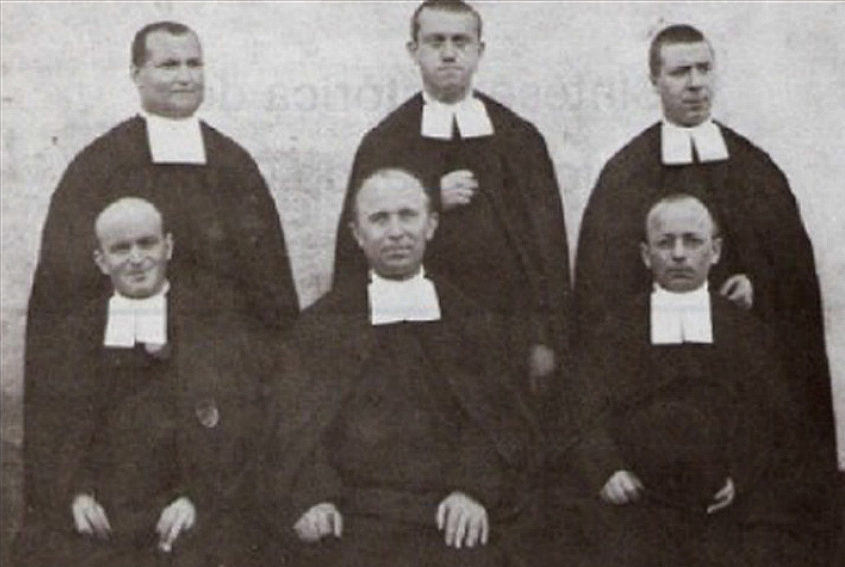
Os fundadores do Colégio do Carmo. Sentados: Irmãos Xavier Domingos, Anastácio Pascal e Frumêncio. De pé: Inocêncio, Leão e Fabiano Alberto.

O Colégio La Salle Carmo é uma escola de nível médio de Caxias do Sul, Brasil. Está localizado na rua Os Dezoito do Forte, 1754, no centro da cidade. É uma das muitas obras dos Irmãos das Escolas Cristãs (os Lassalistas) e está vinculado à Rede La Salle de Educação, que integra a Província La Salle Brasil-Chile. A Província inclui Brasil, Chile e Moçambique e atende cerca de 56 mil alunos de Educação Básica, Superior e Obras Assistenciais. O colégio é uma das mais antigas, qualificadas e tradicionais escolas privadas de Caxias, com uma história de relevantes serviços prestados à educação e à cultura local. 

## História

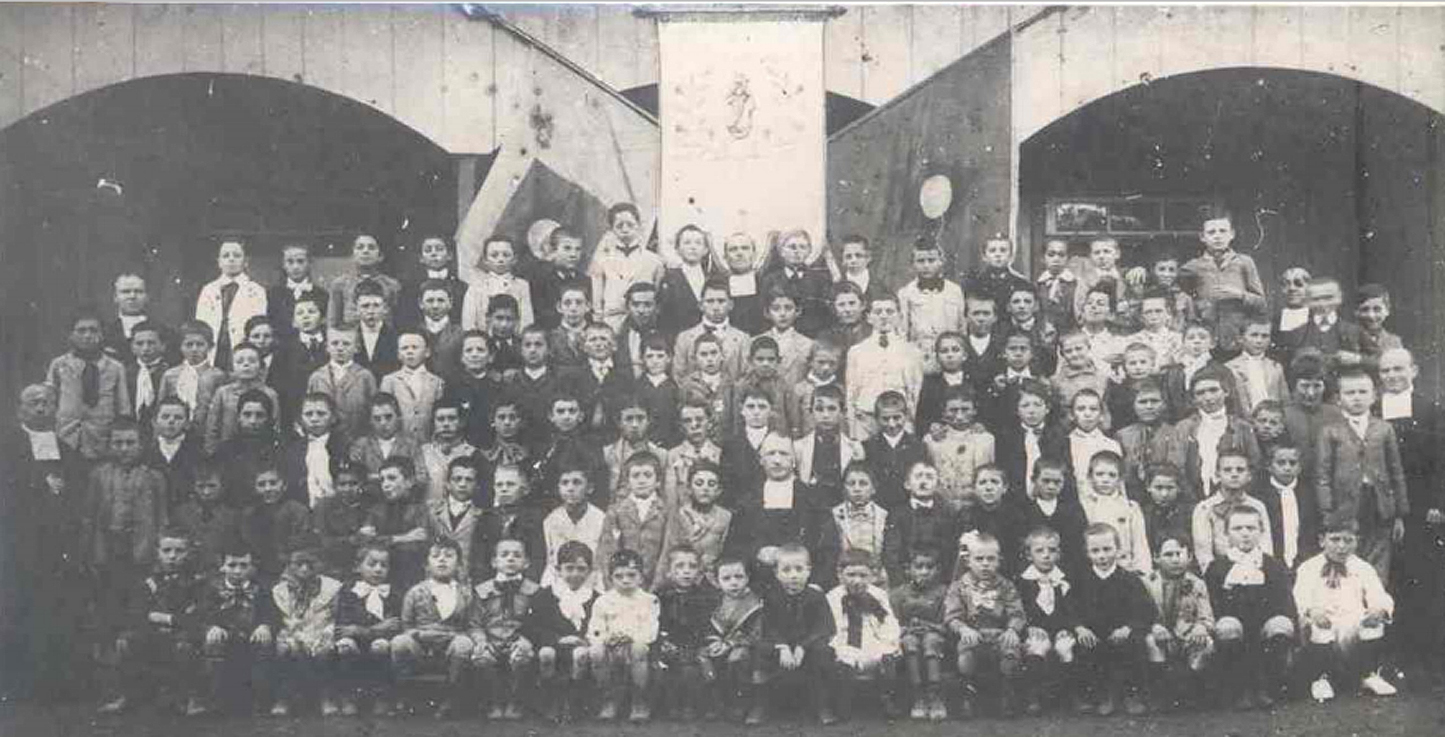
Professores e alunos no ano de 1911.

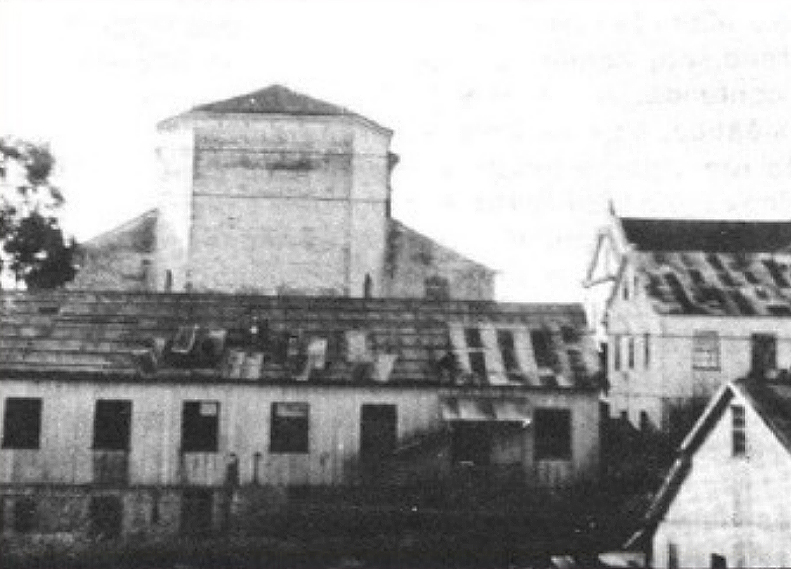
O casarão de madeira foi a segunda sede do Colégio do Carmo, que ali funcionou entre 1911 e 1928. A casa da qual se percebe um canto à direita, na parte de baixo, era o alojamento dos irmãos.

O colégio primitivo foi fundado por um grupo de seis irmãos Lassalistas franceses, liderados pelo irmão Anastace Pascal (Anastácio), que chegaram em 28 de janeiro de 1908. Os Lassalistas haviam se instalado no Brasil em 1907, após insistentes pedidos do bispo do Rio Grande do Sul dom Cláudio Ponce de Leão e do padre belga Joseph Martin Moreau. Anastácio foi designado para a antiga colônia italiana de Caxias por dominar o idioma então mais usado no local. Os seis fundadores se instalaram provisoriamente em uma casa alugada de Francisco Balen situada no centro da cidade. E ali mesmo iniciariam sua atividade docente, inaugurando as primeiras aulas em 4 de fevereiro para 30 alunos. Ao final do período letivo havia 97 alunos matriculados. Era nesta época um colégio exclusivo para meninos, que recebiam instrução básica regular e eram catequizados na fé católica. A frequência dos alunos à missa era obrigatória em todos
os domingos, e também nas festividades religiosas.
Em dois anos de trabalho sua reputação já estava estabelecida e a demanda por matrículas aumentava a ponto de exigir já em 1910 o aluguel de uma sede mais ampla, um grande casarão de madeira nos fundos da Matriz, que funcionava como Salão Paroquial, e os irmãos se instalaram em uma casa anexa. O nome do educandário foi escolhido apenas em 1911, para homenagear a despedida do então pároco de Caxias, o italiano Carmine Fasulo, que fora um apoiador da iniciativa desde o início, conhecendo na Itália e admirando a obra educativa dos irmãos. Em 1913 foi criado um curso noturno para adultos e em 1914 o colégio passou a hospedar candidatos à admissão na Ordem Lassalista.
Os primeiros anos foram difíceis, havendo uma pobre estrutura básica. Administrativamente o colégio era uma escola paroquial e devia contas ao pároco da Matriz, que devia contas a uma Comissão de Obras, os "Fabriqueiros" Ver nota  — composta por líderes da sociedade — em todos os assuntos da Paróquia que diziam respeito a dinheiro e administração de bens e projetos variados, incluindo a coleta de verbas, a construção e manutenção de edifícios e capelas da Igreja e a continuidade das próprias obras da Matriz, que nesta altura ainda carecia de fachada e de quase toda decoração interna. Por outro lado, o colégio era uma obra Lassalista que tinha legalmente considerável autonomia. Por frequentes divergências e disputas de poder entre os três grupos a aquisição de um terreno e a ereção de uma sede própria foram complicadas e morosas. Os irmãos também entraram em atrito com a Paróquia, especialmente na gestão do cônego João Meneguzzi, pela filosofia educativa que introduziam e por questões de aluguel e financiamento das obras do proposto novo colégio, perpetuando-se por longos anos, conforme afirma Vanessa Lazzaron, um clima de animosidade entre as instituições.

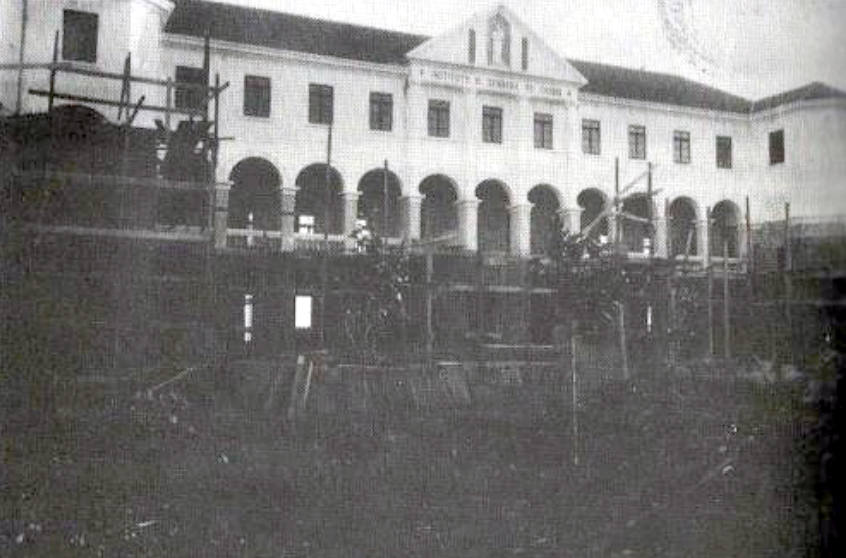
O colégio novo em construção, 1927.

Em 1922 a Paróquia determinou que os irmãos desocupassem o casarão e construíssem uma nova escola em outro local, mas as obras só tomaram impulso em 1924, na direção do irmão Maurício. No ano seguinte foi enfim comprado um terreno para a sede definitiva, onde até hoje está instalado, localizada em frente ao terreno do casarão, no outro lado da rua, e no dia 23 de dezembro foi autorizada a construção. A construção foi organizada pelo diretor, o irmão Maurício, com a ajuda de uma comissão especial formada pelo cônego Meneguzzi e pelo intendente municipal Celeste Gobbato como presidentes honorários; Miguel Muratore, presidente; Aristides Germani, vice-presidente; Mário Pezzi, secretário; Abramo Eberle, tesoureiro, e nove conselheiros. O financiamento veio de empréstimos e doações da comunidade. Muitos membros da comissão doaram importantes somas. As obras iniciaram em 1926 e terminaram em fins de 1929, mas em 1928 já estava em funcionamento parcial. Se denominava então Instituto Nossa Senhora do Carmo. A nova sede foi projetada por Joseph Lutzenberger e executada por Silvio Toigo. Toigo mais tarde construiria as alas laterais, mantendo o estilo original. A inauguração em 1929 foi louvada na imprensa:

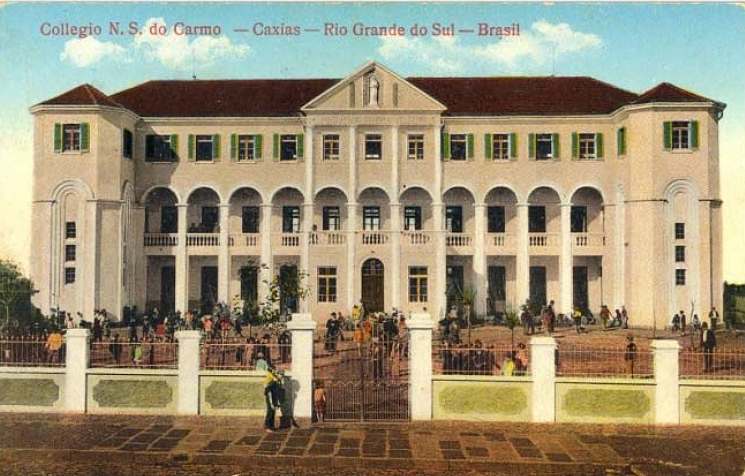
A sede nova em 1930

"Entre os estabelecimentos de ensino existentes em Caxias avulta o Instituto N. S. do Carmo, não só pelo ensino primário, secundário e comercial, subministrado por um corpo docente de reconhecida competência, mas, também pelo aspecto artístico do suntuoso edifício há poucos meses inaugurado, erigido no mais formoso sitio da saudável e industriosa Caxias. [...] Uma estátua original de dois metros de altura, efígie de N. S. do Carmo, ocupa o alto do frontispício e, por sua escultura elegante, obra do sr. Estácio Zambelli, prende e cativa a atenção do visitante. É belíssimo o aspecto do prédio; e as duas torres salientes, a recordarem os castelos das épocas senhoriais ou ainda o conjunto de suas linhas arquitetônicas, e classificam protótipo de singeleza e de perfeição de formas. Na parte central da fachada, graciosas as colunas toscanas sustentam a cornija que serve de base ao vistoso nicho da Virgem do Carmo. Os arcos romanos e os balaústres das galerias formam um completo harmônico e alegre. Janelas em profusão rasgam o edifício e permitem ao ar oxigenado e a plena luz do sol, entrada franca em todos os aposentos. Se o exterior impressiona agradavelmente, satisfaz a todos e revela um acurado bom gosto, o interior do prédio corresponde a que se pode conceber de mais apropriada a uma casa destinada à cultura intelectual e à formação do caráter de uma juventude forte e sadia. Doze salões, de sete metros de largura por oito de comprimento, alumiados por cinco janelas e uma porta envidraçada constituem as repartições destinadas ao funcionamento das aulas. Uns trezentos colegiais, pensionistas e externos, ocupam, na hora presente, oito desses belos salões. Visitei um dormitório e admirei as suas dimensões. [...] As instalações, elétrica, hidráulica e de higiene são baseadas nas melhores condições modernas vigentes".
Nesta época o colégio oferecia um ensino dividido em três seções, conforme descrição de Lazzaron: 

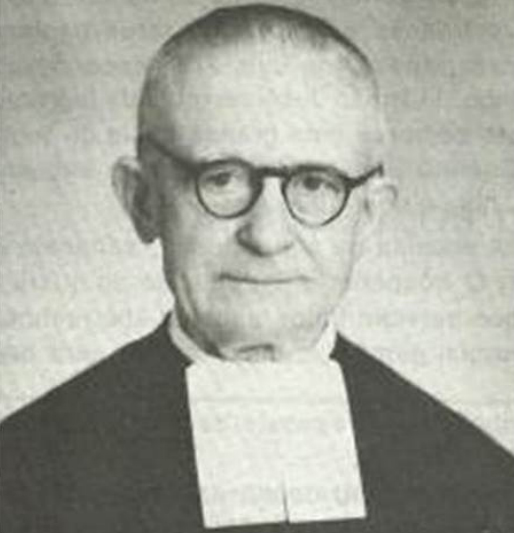
O irmão Maurício.

"a) primeira seção: curso preliminar com duração de um ano, eram recrutados os alunos com idade de seis anos, em que eram ministradas as primeiras lições de religião, leitura, cálculo mental e caligrafia;
"b) segunda seção: curso elementar com duração de três anos, compreendendo as disciplinas de: religião, leitura, caligrafia, português, cálculo mental, aritmética, história do Brasil, desenho, noções de ciências, noções de comércio, os idiomas italiano e francês, gramática e canto;
"c) terceira seção: curso secundário e comércio com duração de cinco anos, envolvendo todas as matérias do curso ginasial, e tinha orientação utilitária e prática em harmonia com as necessidades da época e pretendia atenuar as dificuldades crescentes que os jovens encontravam para escolher a profissão.
"As principais disciplinas ministradas no curso secundário e comercial eram: as instruções religiosa e moral; a gramática, análise, literatura e composição portuguesa; aritmética, álgebra, geometria, trigonometria, agrimensura e mecânica; contabilidade, direito comercial e economia política; história universal, geografia e cosmografia; caligrafia, datilografia (alunos do curso comercial ou para alunos avulsos), estenografia e metagrafia; desenho de adorno e geometria; física, química, história natural e geologia; idiomas italiano, francês, inglês, alemão, e outros mais idiomas que fossem necessários; música, canto e ginástica".
Segundo Lazzaron, só então, convencido do valor do projeto lassalista, o cônego Meneguzzi passou a apoiar os irmãos, e as disputas cessaram. O novo edifício, projetado por Silvio Toigo, era um amplo pavilhão de três andares em estilo clássico, pouco mais tarde ampliado com duas alas simétricas. Além das salas de aula e administração, incluía uma capela, alojamentos para os irmãos, uma cozinha, refeitório, enfermaria, laboratórios, um grande pátio e espaços esportivos. No frontão foi instalada uma estátua de Nossa Senhora do Carmo, e no balcão um grupo escultórico representando São João Batista de La Salle apontando para o céu, rodeado de cinco meninos que simbolizam a juventude dos cinco continentes.

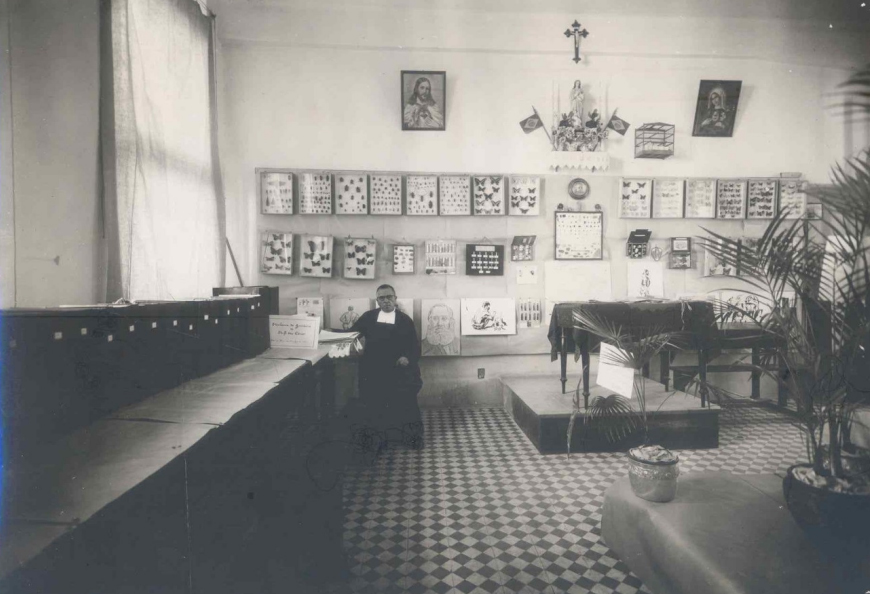
Sala de Biologia nos anos 1930.

Em 1929 a prefeitura apoiou a oficialização do curso secundário. A primeira turma de bacharéis formou-se em 1932 mas só neste ano foi oficializada sua transformação em Ginásio Municipal Nossa Senhora do Carmo, com um curso secundário completo de cinco anos e um internato. Era diretor o irmão Fidel. Em 1938 se oficializam o Curso Comercial e a Escola de Datilografia e em 1941 começa a funcionar a Escola Técnica de Comércio. Os Lassalistas e seus ex-alunos nesta época já se desdobravam em várias outras iniciativas. Em 1929 havia iniciado o internato, que funcionaria por 30 anos, e no mesmo ano, a pedido da Intendência Municipal, os irmãos se incumbiram da direção do Patronato Agrícola, uma escola especial para alunos pobres e delinquentes que funcionava como pensionato. Em 1933 um grupo de ex‐alunos fundou a Conferência de São Vicente de Paulo, depois ramificada em três outras conferências: Burgo, São Pelegrino e Curtume. Os ex-alunos, reunidos em uma associação, desempenhariam papel importante no apoio das atividades educativas. Em 1936, como escola anexa do Carmo, para alcançar alunos pobres, os ex-alunos fundaram a Escola La Salle do bairro São Pelegrino, com cursos gratuitos primário, ginasial, supletivo e, posteriormente, secretariado e auxiliar de escritório. Em 1938, como uma evolução da Conferência Vicentina, fundaram a Sociedade Caxiense de Auxílio aos Necessitados, e em 1949 foi fundada no Burgo a Escola São Vicente para atendimento de mais de 120 crianças pobres.
Em 1951, acompanhando a reforma de Ensino, foi lançado o Curso Científico. Em 1957 o internato foi extinto e foi fundado o Escritório Prático de Contabilidade, o primeiro escritório-modelo da região, em parceria com o Escritório Contábil Mercur, que levava para a sala de aula exemplos reais e estimulava a prática. A partir deste Curso de Contabilidade começou a organização de uma associação profissional, que resultou na criação em 1958 da Associação dos Contabilistas de Caxias do Sul, antecessora do atual Sindicato dos Contadores e Técnicos em Contabilidade de Caxias do Sul e Região Nordeste. Em 1958 começou a ser organizada uma Banda Marcial, que por mais de 20 anos abrilhantaria eventos escolares e cívicos caxienses. Em 1966 surgia o grupo vocal Os Canarinhos do Carmo, que por mais de 20 anos esteve presente em palcos de festivais e shows em vários estados do Brasil. Somente em 1970 começam a ser admitidas alunas, de início em pequeno número, no Científico e no Comércio. Em 1974 foram feitas várias obras de adaptação, e a capela foi transformada em sala esportiva, biblioteca e sala de desenho. Nesta época, com a extinção do sistema ginasial, passou a se chamar Colégio Nossa Senhora do Carmo.
O Carmo também ofereceu ao longo de quase toda sua história uma série de atividades paralelas às aulas, incluindo excursões à zona rural, concursos literários e retiros espirituais, além de sempre enfatizar os princípios cristãos, cívicos e morais. Seu grêmio estudantil por muitos anos foi uma arena de vivos debates políticos, religiosos, culturais e sociais e uma sementeira de futuras lideranças em várias áreas de atividade. É ilustrativo o artigo de apresentação do jornal estudantil Avant Première, logo rebatizado Painel Estudantil, escrito em 1962 pelo diretor do Carmo, o Irmão Gabriel, onde explicitou o que esperava da juventude num período de instabilidade política que antecedeu o golpe militar de 1964:

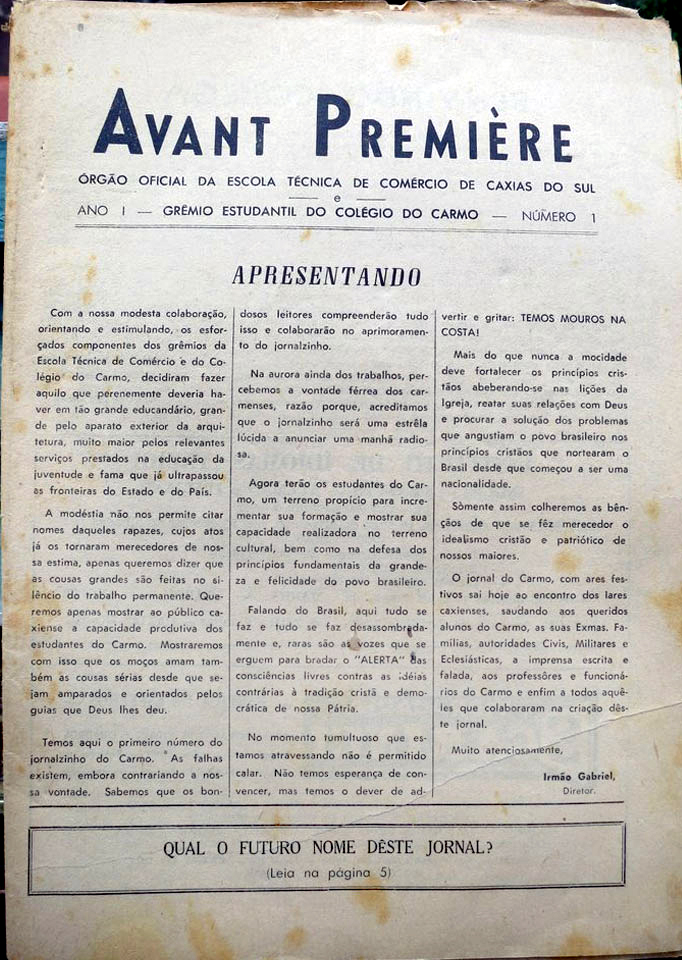
Primeira página da primeira edição de Avant Première.

“Com a nossa modesta colaboração, orientando e estimulando, os esforçados componentes dos grêmios da Escola Técnica de Comércio e do Colégio do Carmo, decidiram fazer aquilo que perenemente deveria haver em tão grande educandário, grande pelo aparato exterior da arquitetura, muito maior pelos relevantes serviços prestados na educação da juventude e [pela] fama que já ultrapassou as fronteiras do estado e do país. A modéstia não nos permite citar nomes daqueles rapazes, cujos atos já os tornaram merecedores de nossa estima, apenas queremos dizer que as cousas grandes são feitas no silêncio do trabalho permanente. Queremos apenas mostrar ao público caxiense a capacidade produtiva dos estudantes do Carmo. Mostraremos com isso que os moços amam também as cousas sérias desde que sejam amparados e orientados pelos guias que Deus lhes deu. [...]
“Na aurora ainda dos trabalhos, percebemos a vontade férrea dos carmenses, razão porque, acreditamos que o jornalzinho será uma estrela lúcida a anunciar uma manhã radiosa. Agora terão os estudantes do Carmo, um terreno propício para incrementar sua formação e mostrar sua capacidade realizadora no terreno cultural, bem como na defesa dos princípios fundamentais da grandeza e felicidade do povo brasileiro. Falando no Brasil, aqui tudo se faz e tudo se faz desassombradamente e raras são as vozes que se erguem para bradar o ‘ALERTA’ das consciências livres contra as ideias contrárias à tradição cristã e democrática de nossa Pátria. Mais do que nunca a mocidade deve fortalecer os princípios cristãos abeberando-se nas lições da Igreja, reatar suas relações com Deus e procurar a solução dos problemas que angustiam o povo brasileiro nos princípios cristãos que nortearam o Brasil desde que começou a ser uma nacionalidade. Somente assim colheremos as bênçãos de que se fez merecedor o idealismo cristão e patriótico de nossos maiores”.
Herdeiro de uma longa tradição, embora adaptando e atualizando muitas vezes seu currículo e práticas em função de reformas oficiais no ensino e o surgimento de novos métodos e tecnologias, o Carmo consolidou uma imagem de educandário qualificado, tornando-se um dos mais prestigiados da cidade, de onde saíram muitas personalidades, como os governadores Euclides Triches e Pedro Simon, os ministros Mário Andreazza e Higino Corsetti, e o senador José Paulo Bisol, além de uma multidão de técnicos. Desde a sua fundação até o ano de 2010 o Colégio do Carmo matriculou mais de 40 mil alunos. Segundo Roque Grazziotin, "o envolvimento do Colégio do Carmo com a comunidade de Caxias do Sul aconteceu de várias maneiras, pois desfrutava de muito prestígio e envolvia os filhos das famílias mais tradicionais da cidade. Através da disciplina, da ordem e de um ensino de qualidade, o Colégio adquiriu o respeito e a confiança da sociedade". Na opinião do escritor Nilson Luiz May, em Caxias "os irmãos Lassalistas formaram gerações de estudantes com bases culturais extremamente sólidas". Para Lazzaron, "os Irmãos Lassalistas ao fundarem o Colégio do Carmo implantaram a organização, a filosofia e a pedagogia lassalista caracterizando-se como o modelo de educar. O que despertou o interesse, a simpatia e a confiança da comunidade caxiense, que buscava um ensino de
qualidade e profissionalizante. [...] O Colégio do Carmo, por ser uma instituição centenária, tem o poder de proporcionar diversas formas de olhar a história, contribuindo para que se possa compreender qual caminho percorreu a educação caxiense até chegar aos dias atuais".
Em 1974 os irmãos Bonifácio, José Antão e Fidel receberam o título de Cidadão Caxiense por relevantes serviços prestados. Em 1988 o colégio foi homenageado em Sessão Solene na Câmara Municipal, quando assinalou-se que o Carmo desempenhou função de grande destaque na qualificação do ensino e no fomento da cultura caxiense, com uma história que se confunde com a história da própria cidade, "um patrimônio muito maior do que a delimitação de suas paredes ou de seus professores e alunos. É a fonte que iluminou e ilumina os princípios formadores e norteadores de um povo e de uma cidade", na expressão do vereador Adir Rech. Em 1998, ao completar 90 anos de atividades, foi homenageado na Assembleia Legislativa do Rio Grande do Sul em discurso do deputado Kalil Sehbe, que assim disse: "O Carmo cresceu junto com a cidade. Preparou lideranças, ensinou para o trabalho e formou para a vida. Nestas nove décadas de muita dedicação e sempre na busca do ideal de promover uma educação humana e cristã de qualidade. O Colégio do Carmo esteve sempre aberto ao presente, com os olhos voltados para o futuro. Para os irmãos Lassalistas, os obstáculos sempre foram transformados em desafios e estes em metas a serem atingidas". Em 2008 o centenário foi comemorado com uma exposição fotográfica, a publicação de uma revista, La Salle Carmo 100 anos: O Ensino Acompanha Gerações, e do livro de crônicas e memórias do Irmão Bonifácio, 1908-1988: Carmo 80 Anos.

## Atualidade

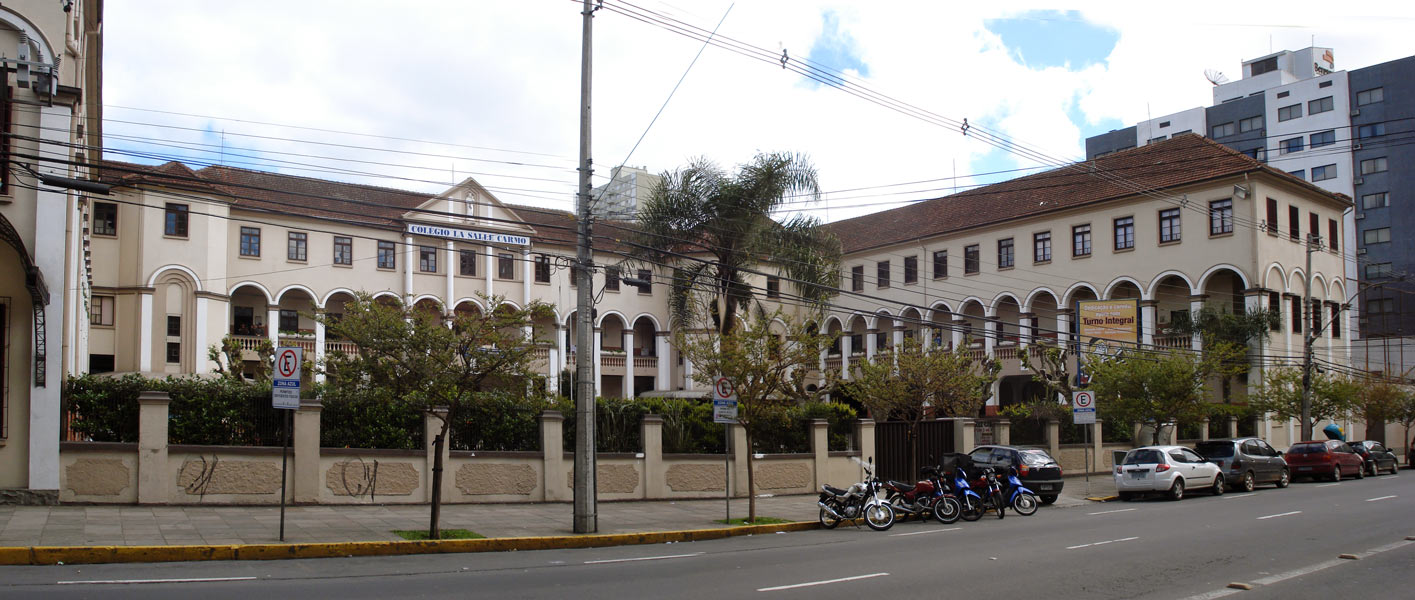
O Colégio La Salle Carmo

Atualmente, rebatizado como Colégio La Salle Carmo, mantém os cursos de Educação Infantil (com Creche, Pré I, Pré II e Turno Integral), Ensino Fundamental e Ensino Médio, buscando desenvolver no aluno "habilidades cognitivas por meio de atividades teóricas e práticas na busca da formação de competências para entrada no mercado de trabalho. O aluno é preparado para o ENEM e vestibulares através de aulas e avaliações". Em 2014 o colégio foi o melhor colocado em Caxias na pontuação do ENEM. Entre as atividades paralelas ou extra-classe que o Carmo promove estão o Clube do Leitor, as oficinas de arquitetura, pintura e arte, as escolas de ballet, inglês, taekwondo, robótica, teatro, futsal, música e natação, e os projetos Noite da Alfabetização, Carmo Brilha (natalino), Poesias, Na Serra Gaúcha Batem Corações Italianos (cultura italiana), Qualidade de Vida (incentivo ao esporte e ao contato com a natureza) e Nós no Centro da Terra (enfatizando a criação de conhecimento a partir da experiência e a resolução de problemas práticos). O colégio mantém um Departamento de Pastoral para orientar para uma vida cristã, que é também um espaço de discussão e aconselhamento e se responsabiliza por fazer uma avaliação geral e permanente, sob uma perspectiva humanista, do ensino oferecido à comunidade. O Carmo atende hoje em dia em torno de 1.400 estudantes, orientados por cerca de 100 mestres. Parcerias com outras instituições facilitam o acesso de seus estudantes a cursos técnicos e profissionalizantes como Contabilidade, Segurança no Trabalho, Serviços Imobiliários, Logística, Informática, Gerenciamento, Setor Financeiro, Vendas e Recursos Humanos. Sua missão e valores estão sintetizados na descrição do colégio no portal Rede La Salle: 
"Para a Rede La Salle o estudante é protagonista no processo de construção do conhecimento. A proposta pedagógica visa a uma educação de excelência e ao desenvolvimento integral dos sujeitos em seu nível físico, psíquico e espiritual. A educação lassalista, baseada nos princípios de São João Batista de La Salle, é integradora das dimensões intelectual, afetiva e volitiva, promovendo as relações fraternas e solidárias, bem como o respeito à diversidade".